# Міста Австралії

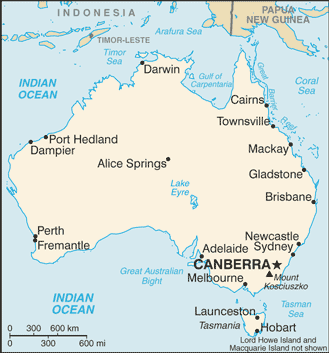

Містами в Австралії вважаються усі населені пункти з чисельністю від 1 тис. мешканців. Найбільші міста: Сідней — столиця Нового Південного Уельсу, Мельбурн, Брисбен, Аделаїда, Перт, Ньюкасл, Вуллонгонг, Канберра, Гобарт, Джилонг. Перше місце за площею (12 367,7 км²) і чисельністю населення займає Сідней. Австралія — історично високоурбанізована країна. Причиною цьому слугують як непривабливі природні умови величезних територій, так й історичний момент стрімкого захоплення усіх сільськогосподарських угідь скваттерами. Найбільші міста слугують адміністративними, промисловими і культурними центрами штатів і територій. Австралійські міста молоді (найстарішим по 200 років), вони виникали на порожньому місці. Усі міста будувались за генеральним планом перпендикулярних вулиць, зорієнтованих за сторонами світу, що прийнятий 1829 року. У більшості міст вокзали, будівлі легіслатур, суду, школи та лікарні збудовані за єдиним взірцем. Усі великі міста країни — це портові міста, у Сіднеї, Брисбені та Гобарті портові споруди розташовані поблизу ділових та історичних центрів. Головна маса невеличких містечок з населенням менше 10 тис. мешканців виконують в сільській місцевості роль адміністративних та торгових центрів, центрів первинної переробки сільськогосподарської сировини. Такі старі містечка за два століття майже не розрослися, їхнє населення переважно похилого віку. На противагу їм великі міста приваблюють більшу частину переселенців і невпинно розростаються.

## Карта
Умовні позначення
- — столиця федерації.
- — столиці штатів і територій.
- — інші міста

Примітки: на карті не позначені міста Калаундра, Намбор, Меріборо, Редкліфф у штаті Квінсленд та місто Вайонг у штаті Новий Південний Уельс.

## Таблиця
| Ранг | Назва         | Населення   | Населення   | Населення   | Населення   | Населення    | Адміністрація                    |
| Ранг | Назва         | Оцінка 1991 | Оцінка 1996 | Оцінка 2001 | Оцінка 2005 | Перепис 2011 | Адміністрація                    |
| 1    | Сідней        | 3 097 956   | 3 276 207   | 3 502 301   | 3 774 894   | 3 908 643    | Новий Південний Уельс            |
| 2    | Мельбурн      | 2 761 995   | 2 865 329   | 3 160 171   | 3 384 671   | 3 707 529    | Вікторія                         |
| 3    | Брисбен       | 1 145 537   | 1 291 117   | 1 508 161   | 1 683 999   | 1 874 426    | Квінсленд                        |
| 4    | Перт          | 1 018 702   | 1 096 829   | 1 176 542   | 1 234 364   | 1 627 576    | Західна Австралія                |
| 5    | Аделаїда      | 957 480     | 978 100     | 1 002 127   | 1 018 557   | 1 103 979    | Південна Австралія               |
| 6    | Голд-Кост     | 256 275     | 311 932     | 421 557     | 473 589     | 533 659      | Квінсленд                        |
| 7    | Канберра      | 276 162     | 299 243     | 311 947     | 320 303     | 391 473      | Австралійська столична територія |
| 8    | Ньюкасл       | 262 331     | 270 324     | 279 975     | 286 667     | 308 307      | Новий Південний Уельс            |
| 9    | Сентрал-Кост  | 197 128     | 227 657     | 255 429     | 276 810     | 297 713      | Новий Південний Уельс            |
| 10   | Вуллонгонг    | 211 417     | 219 761     | 228 846     | 235 645     | 245 943      | Новий Південний Уельс            |
| 11   | Саншайн-Кост  | 126 142     | 174 088     | 169 931     | 173 769     | 209 263      | Квінсленд                        |
| 12   | Гобарт        | 127 134     | 126 118     | 126 048     | 126 007     | 170 977      | Тасманія                         |
| 13   | Таунсвілл     | 101 398     | 109 914     | 119 504     | 126 618     | 157 752      | Квінсленд                        |
| 14   | Джилонг       | 126 306     | 125 382     | 130 194     | 133 570     | 143 921      | Вікторія                         |
| 15   | Кернс         | 64 463      | 92 273      | 98 981      | 103 845     | 133 891      | Квінсленд                        |
| 16   | Дарвін        | 67 946      | 70 251      | 71 347      | 72 085      | 103 017      | Північна Територія               |
| 17   | Тувумба       | 75 990      | 83 350      | 89 338      | 93 728      | 96 568       | Квінсленд                        |
| 18   | Балларат      | 64 980      | 64 831      | 72 999      | 79 319      | 85 936       | Вікторія                         |
| 19   | Бендіго       | 57 427      | 59 936      | 68 715      | 75 667      | 82 795       | Вікторія                         |
| 20   | Олбері        | 63 614      | 67 316      | 69 880      | 71 664      | 77 230       | Новий Південний Уельс            |
| 21   | Маккай        | 40 250      | 44 880      | 57 649      | 66 455      | 74 221       | Квінсленд                        |
| 22   | Лонсестон     | 66 747      | 67 701      | 68 443      | 68 944      | 74 085       | Тасманія                         |
| 23   | Мейтленд      | 45 209      | 50 108      | 53 470      | 56 544      | 67 133       | Новий Південний Уельс            |
| 24   | Рокгемптон    | 55 768      | 57 770      | 59 475      | 60 655      | 61 725       | Квінсленд                        |
| 25   | Банбері       | 24 003      | 24 945      | 45 299      | 50 500      | 64 384       | Західна Австралія                |
| 26   | Бандаберг     | 38 074      | 41 025      | 44 556      | 44 025      | 49 752       | Квінсленд                        |
| 27   | Вогга-Вогга   | 40 875      | 42 848      | 44 451      | 45 572      | 46 913       | Новий Південний Уельс            |
| 28   | Шеппартон     | 30 511      | 31 945      | 35 828      | 38 773      | 42 742       | Вікторія                         |
| 29   | Порт-Маккуорі | 26 798      | 33 709      | 37 982      | 41 440      | 41 493       | Новий Південний Уельс            |

## Столиця

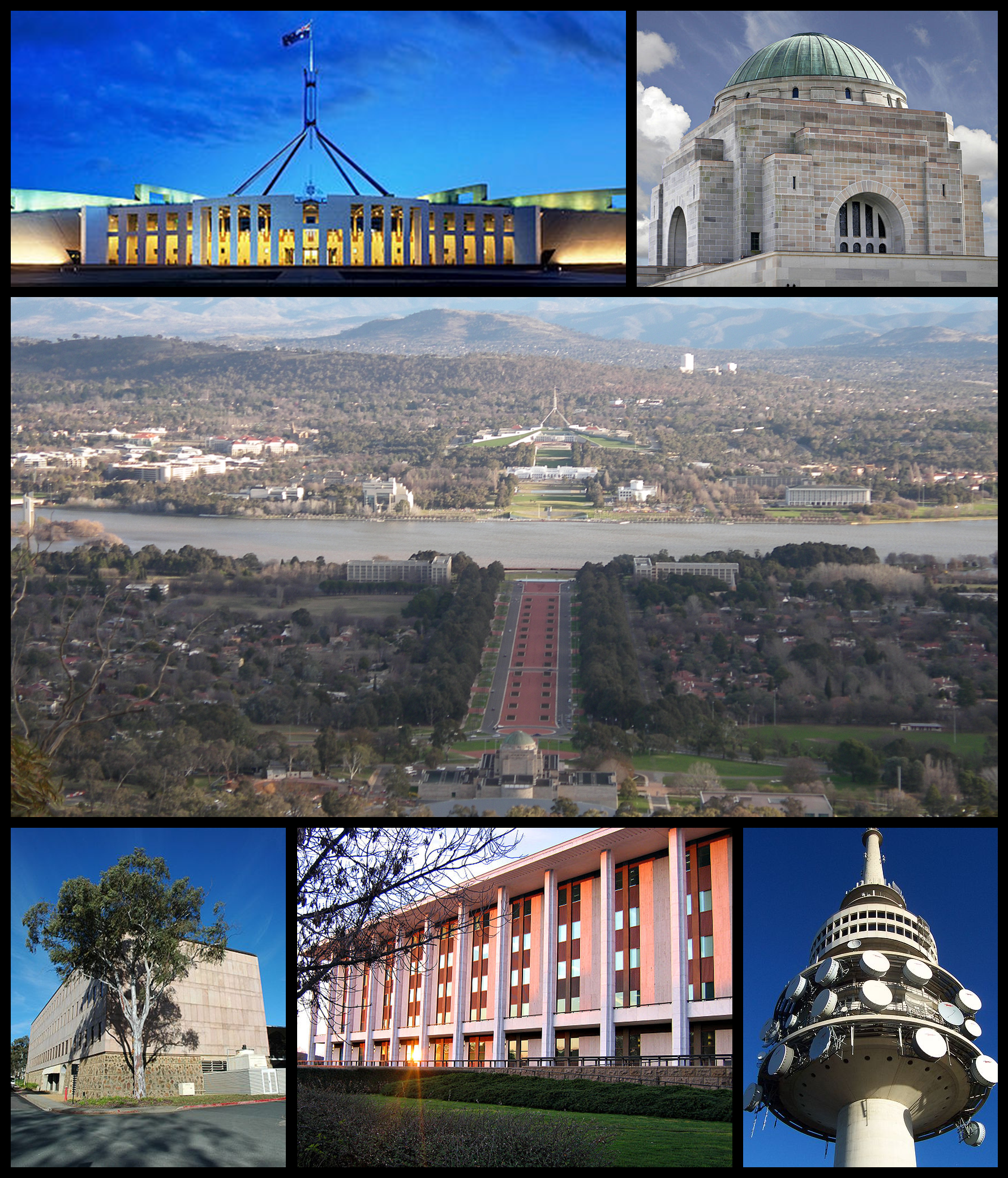
Канберра

Канберра — столиця Австралії, найбільший науковий і культурний центр. Назва міста мовою місцевих аборигенів звучить як «нганбіра, нганбра» і перекладається як «місто зустрічі». Місто було збудоване 1913 року посеред мальовничих пагорбів за проєктом американського архітектора Волтера Берлі Гріффіна як столиця федерації, місто-парк. Спеціально для цього було виділено федеральну столичну територію на півдні штату Новий Південний Уельс на півдорозі між найбільшими містами країни, Сіднеєм (на північ) та Мельбурном (на південь) — звідси й назва. В архітектурі міста превалює одно-, двоповерхова забудова. Уздовж транспортних магістралей висаджені дерева та кущі, що барвисто квітнуть у кожному районі різними кольорами. Посеред міста споруджено став імені головного архітектора із 70-метровим фонтаном посеред нього, «Джеймс Кук», що нагадує Женевський фонтан, та купленим у Лондоні містком «Ватерлоо». У місті розташовані австралійські академії природничих, гуманітарних, соціальних та технічних наук, Австралійський національний університет, Інститут вивчення аборигенів, Національна бібліотека, федеральний Центр організації наукових і промислових досліджень, військовий музей. Промисловість міста обмежена друкарнями, підприємствами харчової та будівельної галузей. Розвиток міста розпланований через розбудову міст-супутників.

## Найбільші міста

### Сідней

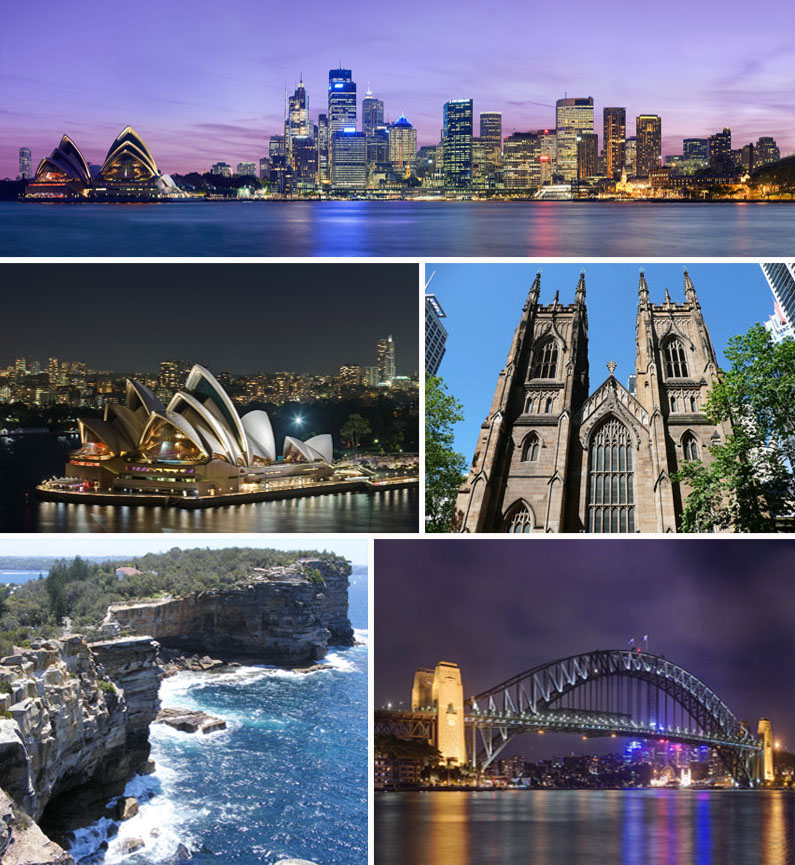
Сідней

Найбільше місто Австралії, діловий, промисловий, науковий та культурний центр, столиця штату Новий Південний Уельс. У місті мешкає більша частина населення штату. Портове місто розкинулось на берегах глибокої бухти Порт-Джексон. У місті виділяють південну (торгівельну) та північну (промислову) частини. Промисловість міста представлена судно-, літако-, локомотиво- та машинобудуванням, електротехнічною, текстильною, взуттєвою, харчовою та поліграфічною галузями. У місті працюють три університети, Центр атомних досліджень, ряд науково-дослідних центрів; національна художня школа, національна галерея, найстаріший музей, ряд театрів, найвідоміший з яких — Сіднейський оперний театр, збудований на розі, що глибоко вдається у морські води. Діловий центр міста розташований поблизу моря. У центральній частині міста велика кількість парків, садів та скверів з фонтанами. Навколо центра спальні райони, у передмісті котеджні містечка. 1932 року через гавань Порт-Джексон було перекинуто сталевий арочний міст довжиною 4 км, висотою 53 м — Гарбор-Брідж. Він сполучив шістьма автомобільними рядами та чотирма залізничними коліями дві частини міста. Поблизу міста розташовані піщані пляжі. Екологічною проблемою для швидкозростаючого міста у другій половині XX століття стало забруднення навколишніх морських вод стічними водами.

### Мельбурн

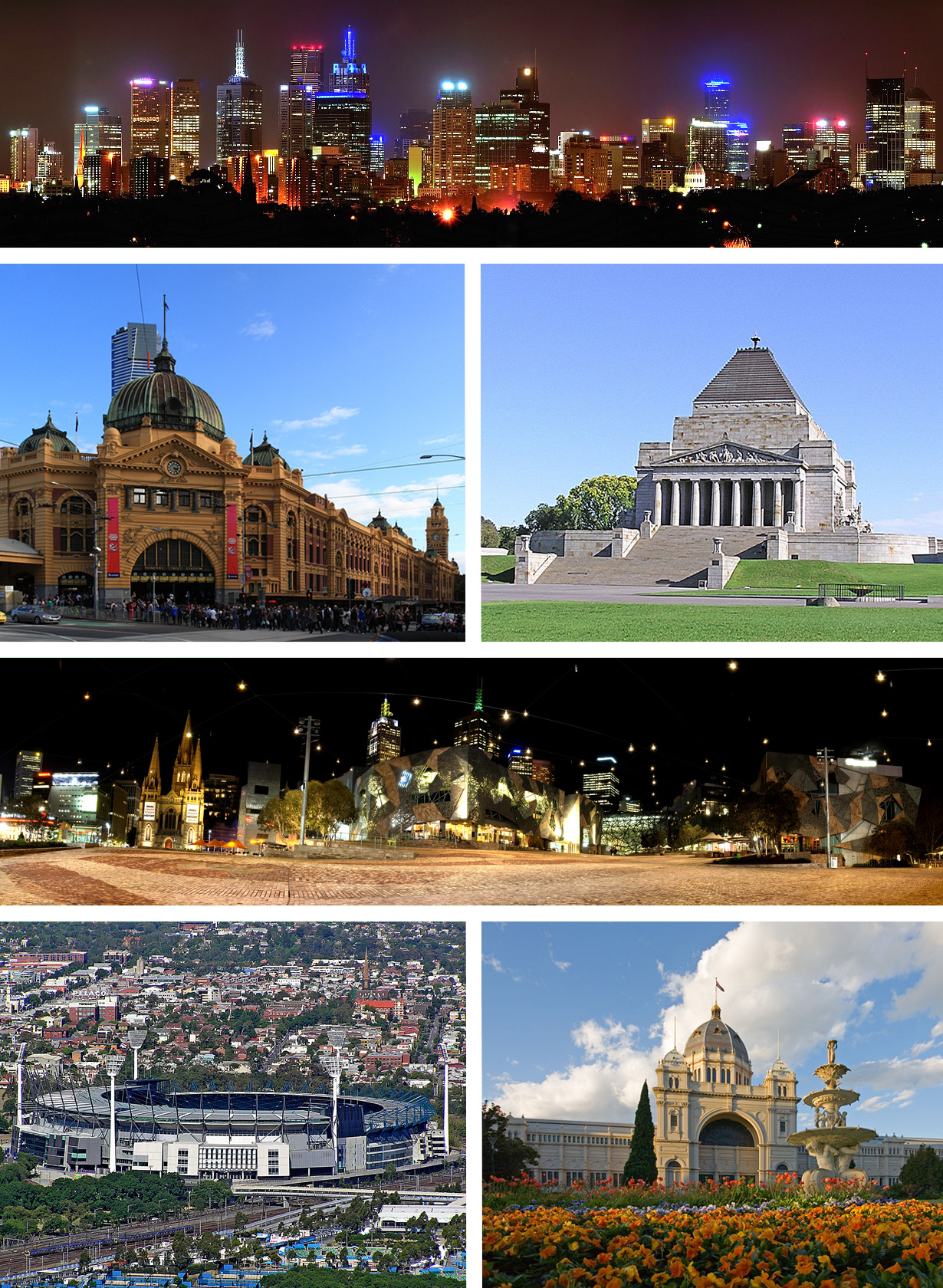
Мельбурн

Друге за розмірами місто Австралії (у місті сконцентровано 3/4 населення штату), столиця штату Вікторія. Місто виникло на берегах бухти Порт-Філіпп як головний центр експорту сільськогосподарської продукції штату, головним чином вовни. З 1901 по 1927 рік місто слугувало столицею Австралійського Союзу. Найшвидшого зростання місто зазнало під час «золотої лихоманки», тоді воно слугувало брамою для усіх, хто приїздив до континенту в пошуках власної долі. Діловий центр міста розташований поблизу моря; у центральній частині міста велика кількість парків; навколо центра спальні райони; у передмісті котеджні містечка. Вулиці широкі довгі й прямі, Коллінз-стріт вважається найкращою вулицею країни. Головною окрасою міста слугує Мельбурнський ботанічний сад, відомий на увесь світ рідкісною колекцією рослин та науковими дослідженнями. Промисловість міста представлена нафтохімічною та хімічною (виготовлення мінеральних добрив) галузями, важким машинобудуванням, виготовленням сільськогосподарських машин, легкою та харчовою галузями. У місті працюють три університети, Технологічний інститут, Інститут суспільних справ, консерваторія, музей сучасного мистецтва та дизайну, етнографічний музей, картинна галерея, ряд театрів.

### Брисбен

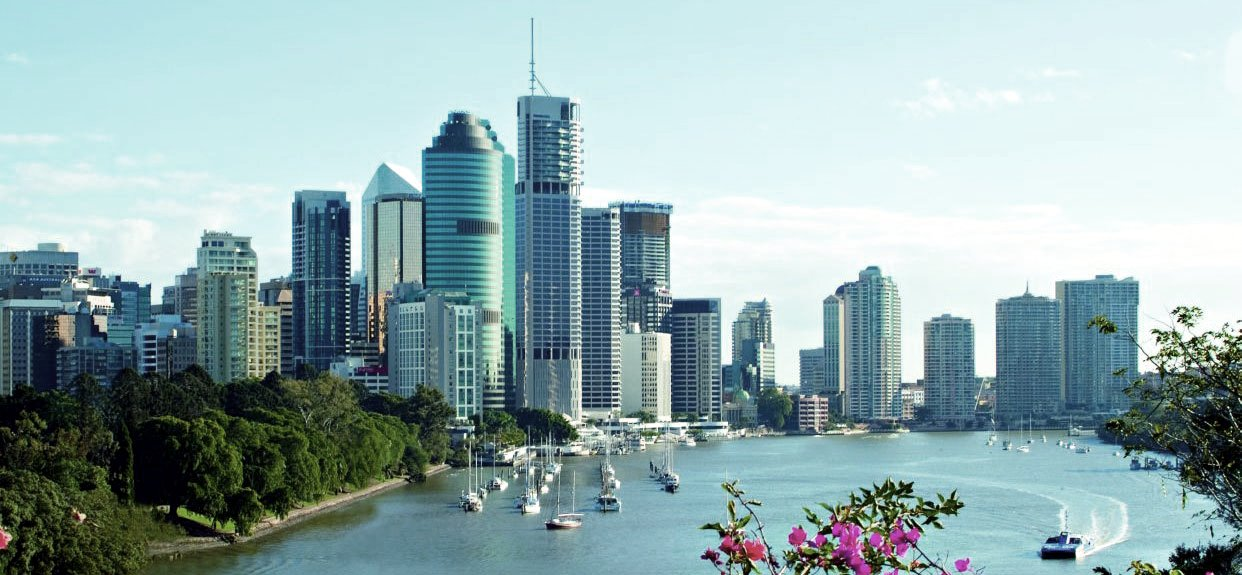
Брисбен

Третє за розмірами місто Австралії, столиця штату Квінсленд. Місто-порт розташоване на тихоокеанському узбережжі. Місто досить мальовниче, в ньому багато зелені, парків, скверів, зелених насаджень. Центр міста несе в собі риси вікторіанської епохи. Житло містяни будують на палях, це запобігає руйнуванню будинків від вологи й термітів. Вікна від тропічної спеки закривають жалюзі. Промисловість міста представлена підприємствами нафтопереробної (нафтогін з родовища Муні, портовий термінал), суднобудівної, хімічної (суперфосфатні добрива), залізничної та харчової галузей. У місті працюють два університети (штату й Гриффіта), аграрний коледж, обсерваторія, художня галерея, театр. У місті розташовані два ботанічні сади: міський і Маунт-Кут-Тха.

### Перт

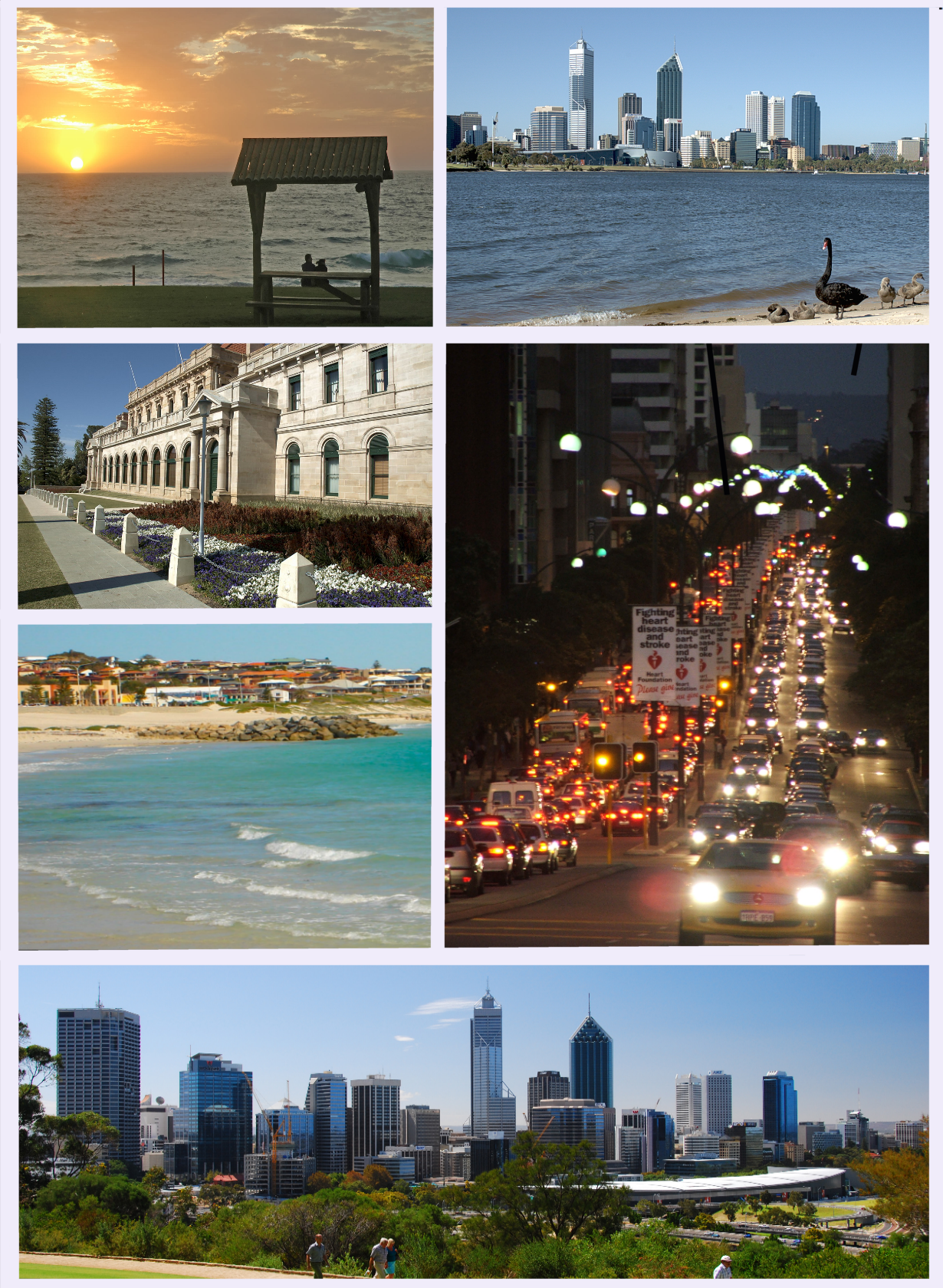
Перт

Столиця штату Західна Австралія, головний діловий, торговий, адміністративний, промисловий та культурний центр штату. Місто було засноване 1829 року на березі річки Суон за 20 км від узбережжя Індійського океану. Перт — друге (після Гонолулу на Гаваях) велике найбільш ізольоване місто у світі. Найближче місто з населенням більше 100 тис. осіб (Аделаїда) розташоване на відстані 2130 км. Забудова центральної частини міста зберегла вікторіанський стиль. Широкі вулиці прикрашають барвисто квітучі дерева. Ділова частина міста із залізобетонних хмарочосів розташована на північному березі річки Суон. Окрасою міста слугує королівський парк з ботанічним садом. У місті діють два університети, ряд спеціалізованих коледжів, науково-дослідних інститутів та бібліотек. Промисловість міста представлена підприємствами харчової, транспортної, машинобудівної, деревообробної галузей.

### Аделаїда

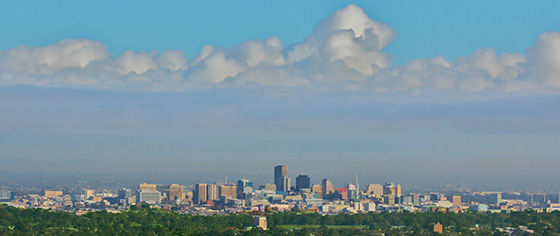
Аделаїда

Столиця штату Південна Австралія, четверте за розмірами місто країни. Важливий промисловий центр, портове місто, великий залізничний вузол. Місто було засноване на місці впадіння річки Торренс до затоки Сент-Вінсент у 1830-х роках для експорту та переробки сільськогосподарської продукції (пшениці, винограду, вовни). Забудова міста переважно одно- та двоповерхова, вулиці широкі й прямі, багато зелені. Ділова частина міста, «даунтаун», забудований залізобетонними бізнес-центрами. Промисловість міста представлена машинобудуванням, автомобілебудуванням, виготовленням побутової техніки, радіоприладів, електродвигунів, рентгенівського обладнання. Місто залишається найстарішим науковим центром країни. Тут у 1870-х роках було відкрито перший університет, коледж вищої освіти, пізніше художня школа та галерея, Південноавстралійський музей науки. 1966 року в місті було відкрито другий університет. У місті працюють численні бібліотеки, обсерваторія, відділення федеральної Організації з наукових і промислових досліджень.

### Гобарт

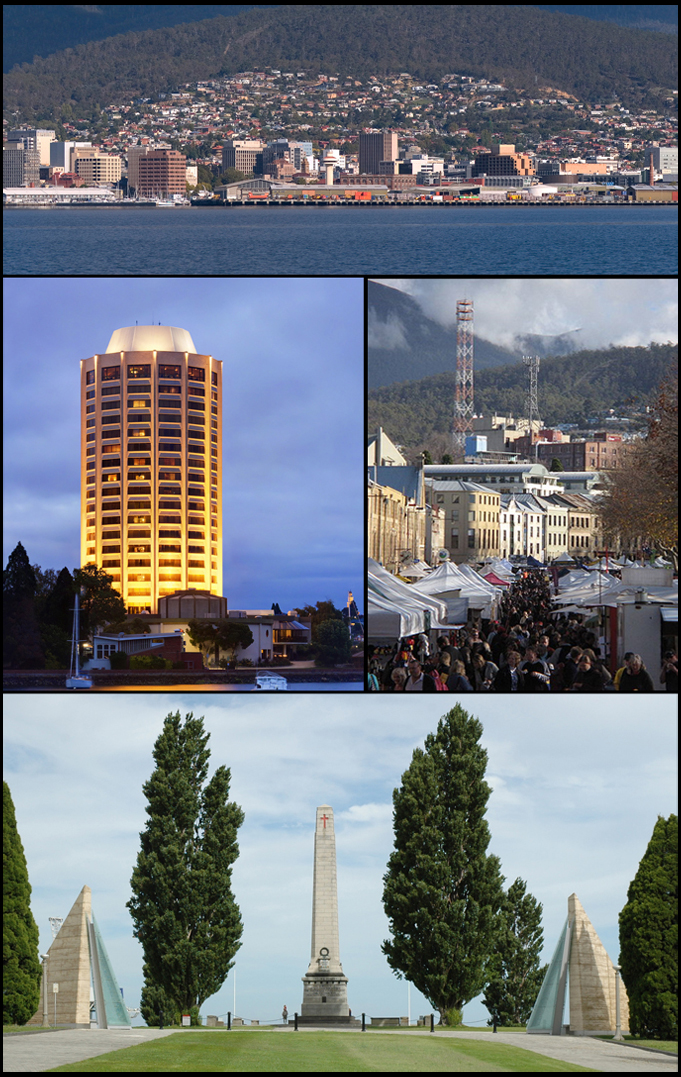
Гобарт

Найбільше місто і столиця штату Тасманія, великий промисловий, торговий і культурний центр, найбільший морський порт острова. Місто розташоване на берегах глибокого скелястого естуарія річки Деруент. Архітектура міста здебільшого староанглійська, більшість будівель невисокі, прикрашені вежами й верандами, що огороджені чавунними решітками. Навколо будинків розбивають сади й квітники. Промисловість міста представлена підприємствами текстильної, харчової, деревообробної галузей; у передмісті комплекси кольорової металургії. У місті працює університет, науково-дослідні центри, бібліотеки та геологічна служба.